# Baterijska reja
Batêrijska rêja ali rêja v klétkah je način vzrejanja živali, v glavnem perutnine, ki se uporablja predvsem za prirejo domačih kokoši. O baterijskem rejskem načinu govorimo, kadar živali vso svoje življenje prebijejo v kletkah. Klasične baterijske kletke so iz moralno-etičnih razlogov v Evropski uniji prepovedali s 1. januarjem 2012, zaradi česar se v okviru baterijske reje danes uporabljajo živalim nekoliko prijaznejše obogatene baterijske kletke. V Sloveniji se jajca nesnih kokoši, namenjena prodaji, označi s številko 3, del kode pa je tudi informacija o državi izvora in identifikacijski številki gospodarstva.

## Značilnosti
Baterijska reja je precej razširjen način vzrejanja kokoši, ki se ga poslužujejo predvsem rejci, ki bodisi nimajo pašnih površin, kjer bi kokoši gojili v okviru proste (pašne) ali ekološke reje, bodisi nimajo velikega hleva, da bi perjad vzgajali hlevsko (talno). Med vidne prednosti baterijskega vzrejnega načina sodijo ekonomičnost in tehnološka naprednost, višja je tudi raven higieničnosti, manjša pa sta vpliv na okolje in ogljični odtis. Ime baterijska reja izhaja iz tako imenovane baterije, v katero se veže večje število zaporednih kletk. Kletke baterijskih rejskih sistemov so obogatene; to pomeni, da imajo krmišče, napajališče, gnezdo, gred, steljo (nastil) in pripravo za obrabo krempljev.
Slovenska zakonodaja predpisuje minimalno 750 cm2 površine kletke na posamično žival, pri čemer mora vsaj 600 cm2 predstavljati uporabna površina (tj. površina brez gnezda). Vsa (skupna) površina vsake kletke mora doseči vsaj 2000 cm2. Kletka mora biti na vseh delih, z izjemo predela nad uporabno površino, visoka vsaj 20 cm. Smernice zahtevajo nenehno dostopno uporabno površino, ki mora imeti širino minimalno 30 cm, višino minimalno 45 cm in nagib maksimalno 14 %. Gnezdo morajo rejci jasno ločiti od preostalega dela kletke; navadno se to izvede s pomočjo plastične zavese. Tla kletke je potrebno prekriti s steljo, ki je suha in čista, sestavljena iz neškodljivega ter obenem krhkega materiala, namenjenega kokošjemu pretikanju. Ponekod se steljo nadomesti s kokošjo krmo (krmno mešanico). Med nadaljnje zahteve spadata minimalna dolžina 15 cm gredi na kokoš in 12 cm krmilnika na žival, obvezen pa je tudi napajalnik. V sistemih z več baterijskimi linijami morajo rejci poskrbeti, da so te med seboj oddaljene za najmanj 90 cm, medtem ko mora biti najbolj spodnja vrstica kletk vsaj 35 cm nad tlemi.

## V družbi
Na Slovenskem je najbolj razširjen vzrejni sistem nesnih kokoši baterijska reja, ki zavzema 61 %. Ostali rejski načini, tako imenovani alternativni načini, so sledeči: hlevska reja 36 %, prosta reja 2 % in ekološka reja 1 %.
V Sloveniji je moč opaziti največje povpraševanje po jajcih nesnih kokoši, gojenih v okviru hlevske (talne) reje, četudi največji delež proizvodnje jajc še vedno zaseda baterijska reja. Zaradi ekonomičnosti je baterijski rejski sistem cenejši; posledično so tudi produkti takšnega načina reje bolj ceneni kot jajca drugih rej (praviloma je paket desetih jajc talne reje za slab evro dražji od enakega števila jajc baterijske reje). Prevladuje javno mnenje, da naj bi baterijsko gojene kokoši živele v slabih razmerah, medtem ko jih denimo v okviru hlevske reje ne omejujejo kletke in se lahko perjad prosto giblje na razmeroma velikih hlevskih površinah.
Konec marca 2018 se je pod taktirko organizacij Danes je nov dan in Društvo za zaščito živali Ljubljana pričela peticija za odpravo jajc baterijske reje, v okviru katere so organizatorji zbirali podpise (kot cilj so si zadali 5000 podpisov, dosegli so ga v nekaj več kot 30 urah, v enem tednu je bilo zbranih več kot 11 000 podpisov, do konca aprila 2018 je število naraslo na 13 731) in nato na večje slovenske trgovce naslovili pismo s pozivom za umik baterijskih jajc iz trgovin. Nezaželenost jajc baterijske reje so upoštevali nekateri trgovci; ponekod so povečali ponudbo jajc drugih rejskih sistemov in zmanjšali zaloge baterijskih jajc, drugod pa baterijskih jajc sploh ni več na voljo oziroma so trgovci obljubili njihovo postopno odpravo. Aprila 2019 sta že omenjeni organizaciji na takratno kmetijsko ministrico Aleksandro Pivec in direktorja UVHVVR naslovili javno pismo s pozivom k ureditvi sistemske prepovedi baterijske reje kokoši nesnic v Sloveniji.